# Клодзіно (Щецинецький повіт)
Клодзіно (пол. Kłodzino, нім. Klotzen) — село в Польщі, у гміні Барвиці Щецинецького повіту Західнопоморського воєводства.
Населення — 210 осіб (2011).

## Демографія
Демографічна структура станом на 31 березня 2011 року:
|          | Загалом | Допрацездатний вік | Працездатний вік | Постпрацездатний вік |
| -------- | ------- | ------------------ | ---------------- | -------------------- |
| Чоловіки | 104     | 25                 | 70               | 9                    |
| Жінки    | 106     | 22                 | 66               | 18                   |
| Разом    | 210     | 47                 | 136              | 27                   |